# جامعة كييف الدولية
جامعة كييف الدولية مؤسسة تعليم عالي أوكرانية، (بالأوكرانية: Київський міжнародний університет) هي جامعة تقع في كييف عاصمة أوكرانيا. تأسست هذه الجامعة في سنة 1994